# IEEE 802.11
| Назва покоління                                              | Стандарт IEEE | Прийнятий | Максимальна швидкість з'єднання (Мбіт/c) | Смуги радіочастот (ГГц) |
| ------------------------------------------------------------ | ------------- | --------- | ---------------------------------------- | ----------------------- |
| Wi-Fi 8                                                      | 802.11bn      | (2028)    | ≤ 100000                                 | 2.4, 5, 6, 7, 42.5, 71  |
| Wi-Fi 7                                                      | 802.11be      | (2024)    | ≤ 46120                                  | 2.4, 5, 6               |
| Wi-Fi 6E                                                     | 802.11ax      | 2020      | ≤ 9608                                   | 6                       |
| Wi-Fi 6                                                      | 802.11ax      | 2019      | ≤ 9608                                   | 2.4, 5                  |
| Wi-Fi 5                                                      | 802.11ac      | 2014      | ≤ 6933                                   | 5                       |
| Wi-Fi 4                                                      | 802.11n       | 2008      | ≤ 600                                    | 2.4, 5                  |
| (Wi-Fi 3)*                                                   | 802.11g       | 2003      | ≤ 54                                     | 2.4                     |
| (Wi-Fi 2)*                                                   | 802.11a       | 1999      | ≤ 54                                     | 5                       |
| (Wi-Fi 1)*                                                   | 802.11b       | 1999      | ≤ 11                                     | 2.4                     |
| (Wi-Fi 0)*                                                   | 802.11        | 1997      | ≤ 2                                      | 2.4                     |
| * Назви Wi-Fi 0, 1, 2, 3 є широковживаними, однак неофіційні |               |           |                                          |                         |

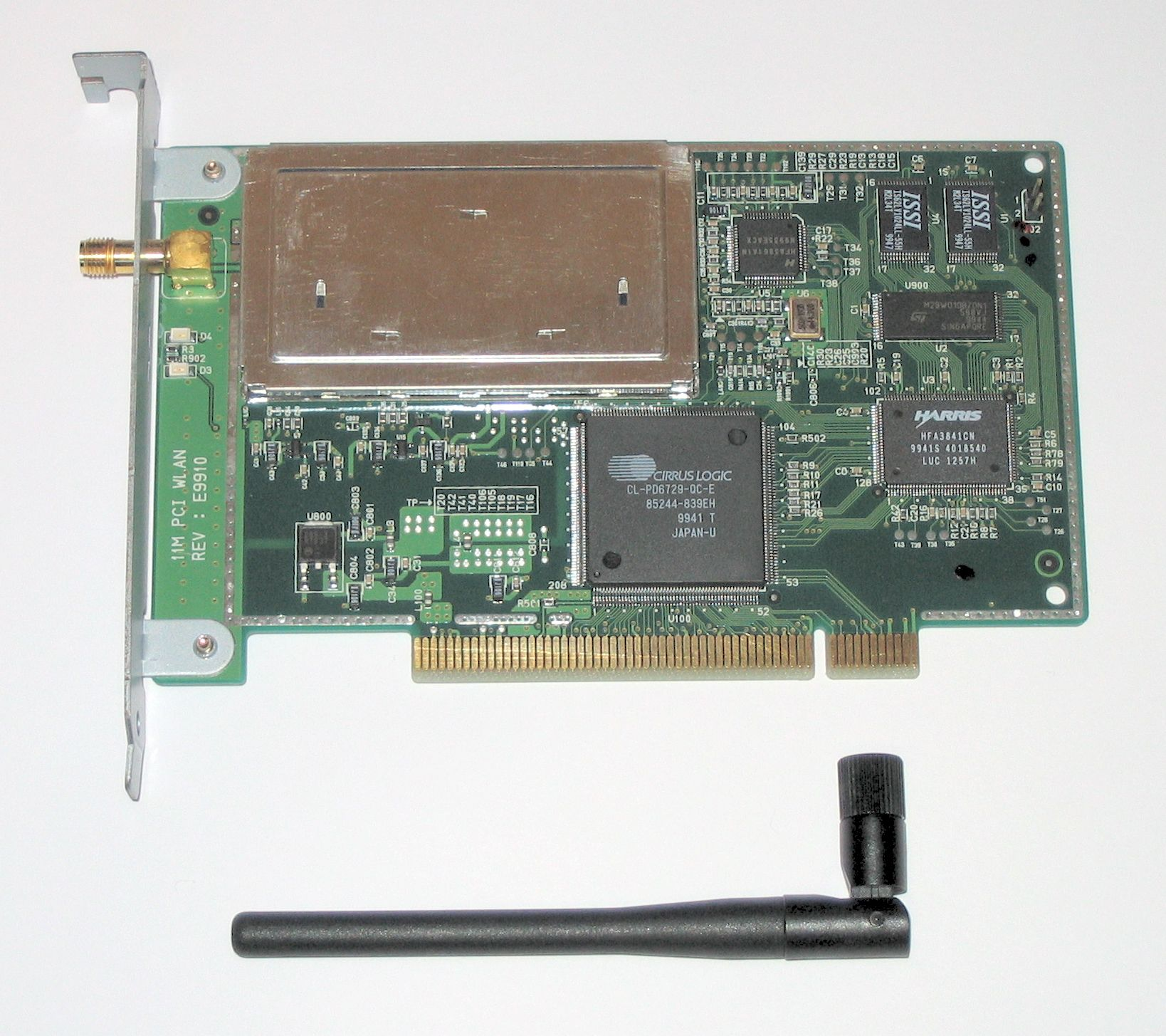
Мережева карта Compaq WL200, що відповідає стандарту 802.11b.

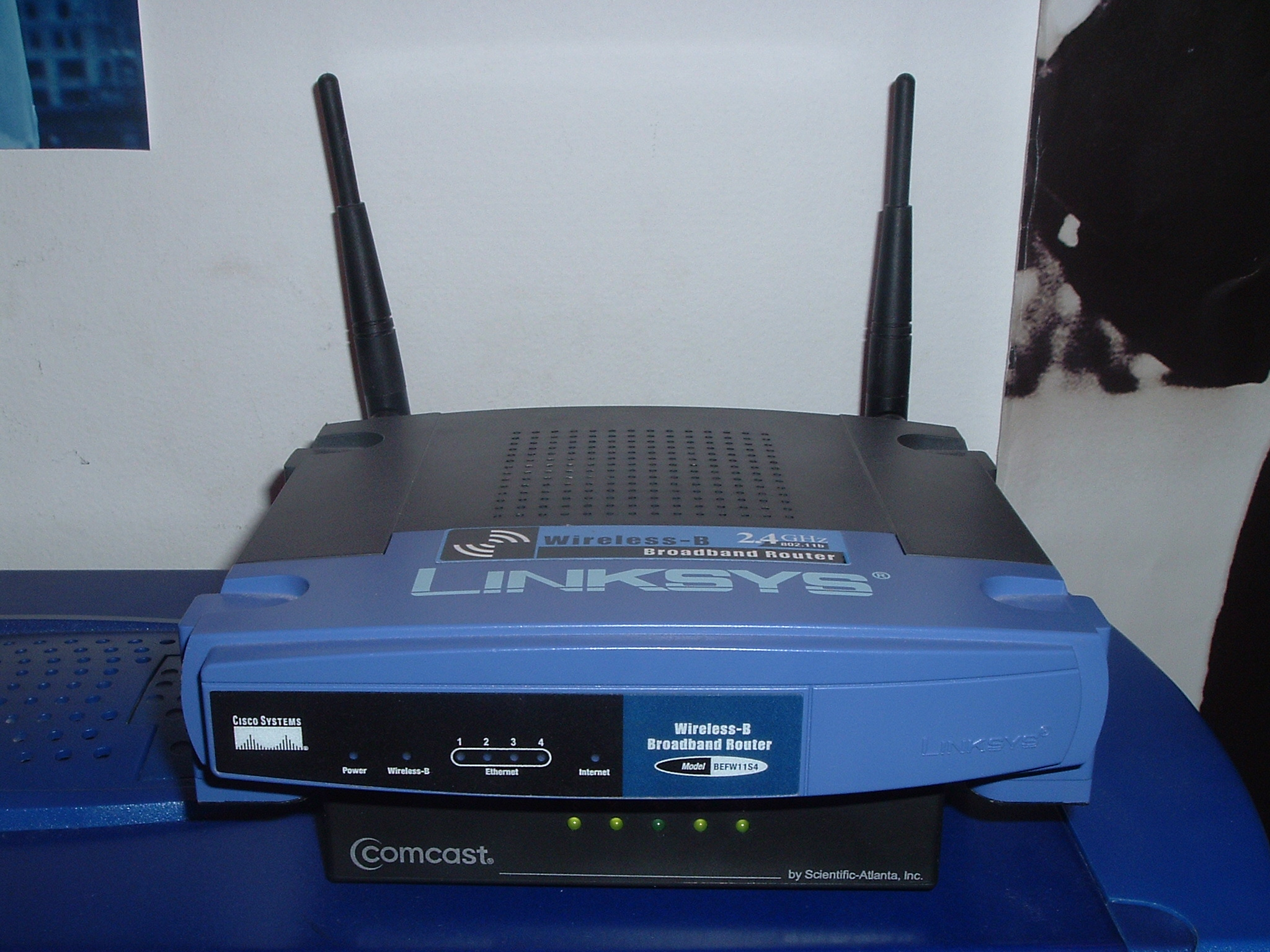
Шлюз (роутер) із точкою доступу 802.11b та з інтегрованим чотирипортовим комутатором локальної мережі.

IEEE 802.11 — набір стандартів для комунікації в бездротовій локальній мережевій зоні (WLAN) частотних діапазонів 2.4, 3.6 і 5 ГГц. Їх випрацював і підтримує комітет зі стандартів LAN/MAN (IEEE 802) Інституту інженерів з електротехніки та електроніки (IEEE), які визначають взаємодію бездротових комп'ютерних мереж. Базова версія стандарту IEEE 802.11—2007 зазнала наступних доповнень. Ці стандарти забезпечують основи бездротових мережевих продуктів, які користуются брендом Wi-Fi.

## Перелік основних стандартів
IEEE 802.11 — початковий стандарт бездротових локальних мереж, заснований на бездротовій передачі даних у діапазоні 2.4 ГГц. Підтримує обмін даними зі швидкістю до 1 — 2 Мбіт/с. Прийнятий у 1997 році стандарт передбачав два типи модуляції — DSSS і FHSS.
IEEE 802.11а — стандарт бездротових локальних мереж, заснований на бездротовій передачі даних в діапазоні 5 ГГц. Діапазон роздільний на три непересічні піддіапазони. Максимальна швидкість обміну даними становить 54 Мбіт/с, при цьому доступні також швидкості 48, 36, 24, 18, 12, 9 і 6 Мбіт/с.
IEEE 802.11b — стандарт бездротових локальних мереж, заснований на бездротовій передачі даних в діапазоні 2,4 ГГц. У всьому діапазоні існує три непересічні канали, тобто на одній території, не впливаючи один на одного, можуть працювати три різні бездротові мережі. У даному стандарті застосований метод модуляції DSSS. Максимальна швидкість роботи становить 11 Мбіт/с, при цьому доступні також швидкості 5.5, 2 та 1 Мбіт/с.
Стандарт IEEE 802.11b був прийнятий в 1999 році в розвиток прийнятого раніше стандарту IEEE 802.11. Він також передбачає використання діапазону частот 2.4 ГГц, але тільки з модуляцією DSSS. Продукти стандарту IEEE 802.11b, що поставляються різними виробниками, тестуються на сумісність і сертифікуються організацією Wireless Ethernet Compatibility Alliance (WECA), яка більше відома під назвою Wi-Fi Alliance. Сумісні бездротові продукти, що пройшли випробування за програмою «Альянсу Wi-Fi» можуть бути маркіровані знаком Wi-Fi.
IEEE 802.11b+ — покращена версія стандарту 802.11b у виконанні окремих виробників, що забезпечує підвищення швидкості обміну даними. У інтерпретації компанії Texas Instruments відрізняється від оригінального варіанту модуляцією PBCC (Packet Binary Convolutional Coding), подвоєною максимальною швидкістю (до 22 Мбіт/с). Також анонсувалися рішення з продуктивністю, збільшеною до 44 Мбіт/с.
IEEE 802.11g — стандарт бездротових локальних мереж, заснований на бездротовій передачі даних в діапазоні 2.4 ГГц. Діапазон розділений на три непересічні канали, тобто на одній території, не впливаючи одна на одну, можуть працювати три різні бездротові мережі. Для збільшення швидкості обміну даними при ширині каналу, схожій з 802.11b, застосований метод модуляції з ортогональним частотним мультиплексуванням (OFDM, Ortogonal Frequency Division Multiplexing), а також метод двійкового пакетного згорткового кодування PBCC (Packet Binary Convolutional Coding).
IEEE 802.11е (QoS, Quality of service) — додатковий стандарт, що дозволяє забезпечити гарантовану якість обміну даними шляхом перестановки пріоритетів різних пакетів; необхідний для роботи таких потокових сервісів як VoIP або IPTV.
IEEE 802.11i — стандарт, що знімає недоліки у сфері безпеки попередніх стандартів. 802.11i вирішує проблеми захисту даних канального рівня і дозволяє створювати безпечні бездротові мережі практично будь-якого масштабу.
IEEE 802.11n (Wi-Fi 4) — стандарт бездротових локальних мереж, що забезпечує бездротову передачу даних в діапазонах 2.4 ГГц і 5 ГГц. Стандарт 802.11n значно перевищує за швидкістю обміну даними попередні стандарти, забезпечуючи швидкість на рівні Fast Ethernet; зворотно сумісний з 802.11a, 802.11b і 802.11g. Основна відмінність від попередніх версій Wi-Fi — додавання до фізичного рівня (PHY) підтримки протоколу MIMO (multiple-input multiple-output). Теоретична швидкість може складати 150 Мбіт/с
IEEE 802.11ac (Wi-Fi 5) — стандарт бездротових локальних мереж Wi-Fi на частотах 5-6 ГГц. Якщо обидва пристрої підтримують цю технологію, то швидкість обміну даними може бути більшою за 1 Гбіт/с (до 6 Гбіт/с 8x MU-MIMO). Стандарт передбачає використання до 8 антен MU-MIMO та розширення каналу до 80 або 160 МГц. 20 січня 2011 прийнята перша редакція версії 0.1, а вже 1 лютого 2013 редакція версії 5.0.
IEEE 802.11ax (Wi-Fi 6, Wi-Fi 6E) — новий стандарт бездротових локальних мереж, має за мету забезпечити пропускну спроможність близько 10 Гбіт/с. Робочі діапазони стандарту 5 ГГц і 2.4 ГГц (може включати додаткові смуги частот в діапазонах від 1 до 7 ГГц). Стандарт було офіційно затверджено 9 лютого 2021 року. Основні відмінності від 802.11ac:
- Підтримка діапазону 2.4 ГГЦ;
- Використання OFDMA замість OFDM;
- Використання більш складної модуляції QAM-1024 (у порівнянні з QAM-256 в стандарті 802.11ac).

IEEE 802.11be (Wi-Fi 7) — наступне поліпшення стандарту IEEE 802.11, працюватиме в діапазонах радіочастот 2.4, 5 і 6 ГГц.
Очікується, що теоретичний максимум сукупної швидкості сягатиме 30 Гбіт/с.
Станом на квітень 2024 року розробка 802.11be триває, остаточний варіант очікується восени 2024 року.
IEEE 802.11bn (Wi-Fi 8) — наступне покоління стандарту IEEE 802.11, має працювати в діапазонах радіочастот 2.4, 5, 6, 7, 42.5 і 71 ГГц.
Очікується, що теоретичний максимум сукупної швидкості сягатиме 100 Гбіт/с.
Станом на квітень 2024 року розробка 802.11bn триває, остаточний варіант очікується навесні 2028 року.